# Рощина, Татьяна Александровна
Татьяна Александровна Рощина (род. 25 апреля 1958 года, Киев) — украинская пианистка и педагог, профессор, заведующая кафедрой специального фортепиано Национальной музыкальной академии Украины имени П. И. Чайковского. Заслуженный деятель искусств Украины (2014).

## Биография
Татьяна Александровна Рощина родилась 25 апреля 1958 года в Киеве в семье пианистов и музыкальных педагогов Азы Константиновны Рощиной и Александра Александрова. Музыкальное образование получила в Киевском музыкальном училище им. Глиэра (класс педагога Л. Б. Шур) и Киевской консерватории (ныне Национальная музыкальная академия Украины имени П. И. Чайковского, классы Т. П. Кравченко, А. К. Рощиной).
Позднее окончила аспирантуру Российской академии музыки им. Гнесиных в Москве по классу педагога А. А. Александрова.
С 1986 года работает преподавателем Киевской консерватории им. П. И. Чайковского.
Выступала с концертами в Украине, России, Германии, Греции, Южной Корее. Репертуар пианистки включает произведения разных эпох — от барокко до современной украинской музыки.
Сделала записи в фонде Украинского радио, выступает на радио и телевидении. Является членом редколлегий академических сборников Украины, является автором около 20 научных статей, посвященных таким мастерам киевской пианистической школы, как В. Пухальский, В. Горовиц, К. Михайлов, Л. Шур, В. Нильсен, А. Александров, Г. Курковский
Член жюри национальных и международных конкурсов, в том числе Международного конкурса молодых пианистов памяти Владимира Горовица в Киеве, а также конкурсов в Австрии, Беларуси, Италии, Испании, России, Финляндии, Чехии. Председатель жюри Всеукраинского открытого конкурса юных пианистов «Чернигов созывает таланты».
Среди воспитанников Татьяны Александровны Рощиной: О. Ларина, А. Романова, А. Ляхович, Е. Дашак, Й. Стаматович-Карич, А. Чугай, А. Ивченко, А. Поляков, Д. Ш., А. Гришанин, А. Самойлов,  Б. Кривопуст и др.

## Семья
Татьяна Александровна Рощина замужем за украинским композитором и пианистом, заслуженным деятелем искусств Украины Евгением Пухлянко. Ее дочь, Мария Пухлянко — пианистка, лауреат международных конкурсов.

## Награды и звания
- Заслуженный деятель искусств Украины (2014)